# 中国致公党云南省委员会
中国致公党云南省委员会，简称致公党云南省委、云南致公党，是中国致公党在云南省的地方组织。